# 돈 베일러
도널드 에드워드 베일러(Donald Edward Baylor, 1949년 6월 28일 ~ 2017년 8월 7일)는 메이저 리그 베이스볼의 코치로 전 선수이자 감독이다. 메이저 리그에서 자신의 19개의 시즌들 동안에 베일러는 본루로 군집하기로 알려진 강력한 타자였으며, 1루수, 좌익수와 지명 타자였다. 그는 6개의 다른 아메리칸 리그의 팀들을 위하여 활약하였으며 시초적으로 볼티모어 오리올스와 캘리포니아 에인절스에서 뛰었으나 또한 오클랜드 애슬레틱스, 뉴욕 양키스, 미네소타 트윈스와 보스턴 레드삭스를 위하여 활약하기도 하였다. 그는 또한 6년을 위하여 확장된 콜로라도 로키스와 3년을 위하여 시카고 컵스를 감독하였다.

## 어린 시절
텍사스주 오스틴에서 태어난 베일러는 오스틴 고등학교를 졸업하였다. 중학 시절에 인종적으로 합쳐진 텍사스 주의 공동 학교로 들어간 3명의 아프리카계 미국인 학생들 중의 하나로서의 후에 베일러는 자신이 스포츠를 활약하는 데 첫 아프리카계 미국인이었던 오스틴 고등학교에서 야구와 미식축구에 나왔고, 텍사스 주에서 미식축구를 하는 데 그를 첫 아프리카계 미국인으로 만드려고 한 롱혼스 코치 대럴 로열에 의하여 텍사스 대학교에서 미식축구 장학금이 제공되었다. 그는 야구 경력을 추구하는 데 선택하여 텍사스주 브렌햄에서 블린 주니어 칼리지에서 출석하였다.

## 선수 경력
그는 볼티모어 오리올스에 의한 1967년 아마추어 드래프트의 2번째 라운드에서 드래프트되었다. 1970년 그는 로체스터를 위하여 활약하는 동안에 34개의 2루타, 15개의 3루타와 140개의 활약한 경기들과 함께 리그를 이끌었다. 이듬해 그는 또 다시 로체스터를 위하여 31개와 함께 2루타에서 리그를 다시 이끌었다. 베일러는 1970년부터 1975년까지 오리올스를 위하여 활약하였다. 1976년 시즌 이전에 오리올스는 레지 잭슨, 켄 홀츠먼과 빌 밴보멀을 위하여 폴 미첼과 마이크 토레즈와 함께 그를 오클랜드 애슬레틱스로 이적시켰다. 그는 1977년 자유 계약 선수로서 캘리포니아 에인절스와, 1983년 뉴욕 양키스와 계약을 맺었다. 그는 1986년 마이크 이즐러를 위하여 보스턴 레드삭스로 이적되었다. 1987년 그는 후에 선수로 임명되는 데 미네소타 트윈스로 이적되었다. 그는 선수로서 자신의 마지막 시즌 1988년을 위하여 애슬레틱스와 계약을 맺었다.

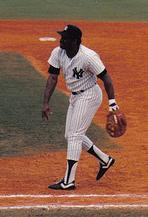
뉴욕 양키스와 함께

1979년 그는 139개의 타점과 120개의 득점과 함께 아메리칸 리그를 이끌었으며 아메리칸 리그의 올스타였다. 그는 아메리칸 리그 MVP 상을 수상하고 에인절스를 귿르의 처음이자 마지막 아메리칸 리그 서부 디비전 타이틀로 이끌었다. 그는 자신의 경력에서 3개의 다른 팀들 - 레드삭스 (1986), 트윈스 (1987), 애슬레틱스 (1988)와 연속적 세월에 월드 시리즈에 3번이나 도달하였고 1987년 우승한 쪽에 있었다. 베일러는 본루로 군집하기로 알려진 강력한 타자였다. 그는 시즌에서 투구에 의한 대부분의 안타를 위하여 레드삭스의 팀 기록을 세웠으며, 자신의 경력에서 그는 야구 사상 4번째로 가장 많은 267회의 투구에 의하여 안타되었다. 베일러는 285개의 도루, 2135개의 안타와 338개의 홈런과 함께 은퇴하였다. 그는 최소한 하나의 월드 챔피언십과 월드 시리즈 홈런에서300개 이상의 홈런, 250개 이상의 도루, 1회의 타점 타이틀, 1회의 MVP 상, 3개의 월드 시리즈 출연에서 메이저 리그 베이스볼 역사상 단 하나의 선수이다.

## 코치와 감독 경력
선수로서 은퇴한 후, 베일러는 확장된 콜로라도 로키스의 감독으로 임명될 때까지 밀워키 브루어스와 세인트루이스 카디널스를 위한 타구 코치를 지냈다. 그는 로키스를 1993년부터 1998년까지 이끌었다. 로키스는 1995년 77승 67패의 자신들의 첫 우승 기록을 세우고 공식 이후의 시즌을 와일드카드 팀으로 만들고 결과로서 베일러는 올해의 내셔널 리그 감독 상을 수상하였다. 1997년 베일러의 지도 아래 로키스는 메이저 리그 베이스볼 역사상 아무 확장의 최고 5년 기록(363승 384패)을 가졌다.
표준 이하의 1998년 시즌 이후에 베일러는 나왔다. 그는 440승 469패의 정규 시즌 기록과 1승 3패의 공식 이후의 시즌 기록과 함께 자신의 로키스 감독 경력을 끝냈다. 그는 1999년 애틀랜타 브레이브스의 타구 코치가 되었고, 2000년에 시카고 컵스를 감독하는 데 기용되어 2002년을 통하여 감독하였다. 그는 컵스와 함께 187승 220패의 기록을 가졌다. 2003년부터 2004년까지 그는 뉴욕 메츠의 벤치 코치를 지냈다. 그는 2005년 시즌을 마이크 하그로브 감독을 위한 타구 코치로서 시애틀 매리너스와 보냈고 워싱턴 내셔널스의 방송에 2007년 MASN을 위한 대리 분석자를 지냈다.
2009년과 2010년 시즌들 동안에 베일러는 콜로라도 로키스를 위한 타구 코치를 지냈다. 후기의 시즌 덩안에 로키스가 프랜차이즈의 낮은 .226 온더로드를 친 후에 베일러는 카니 랜스퍼드에 의하여 대체되었다. 베일러는 로키스와 함께 특별 보조인의 직위로 남아있는 데 제공을 받았으나 거절하였다.
2010년 10월 25일 베일러는 애리조나 다이아몬드백스를 위하여 타구 코치가 되는 데 2년 계약에 동의하였다.
2013년 10월 16일 베일러는 로스앤젤레스 에인절스 오브 애너하임에 의하여 그들의 타구 코치로 기용되었다.
2014년 3월 31일 베일러는 그해 블라디미르 게레로에 의하여 던져진 시즌의 첫 의식 투구를 포구하는 동안에 자신의 오른쪽 대퇴골의 골절을 겪었다. 4월 1일 그는 수술을 받았다.
2015년 10월 13일 로스앤젤레스 에인절스 오브 애너하임은 2016년에 팀의 타구 코치로서 베일러가 돌아오지 않으리라고 공고하였다.

## 사망
2017년 8월 7일 68세의 나이에 다발성 골수종으로 사망하였다.